# Catedral de São Luiz (Cáceres)
A Catedral de São Luiz de Cáceres está situada na Praça Barão do Rio Branco, no coração de Cáceres, Mato Grosso, Brasil. A edificação começou em 1919, mas enfrentou uma série de obstáculos, como problemas estruturais e o falecimento precoce do arquiteto Leon Joseph Louis Mounier, responsável pelo projeto e também pelo desenho da Igreja do Bom Despacho em Cuiabá. A 

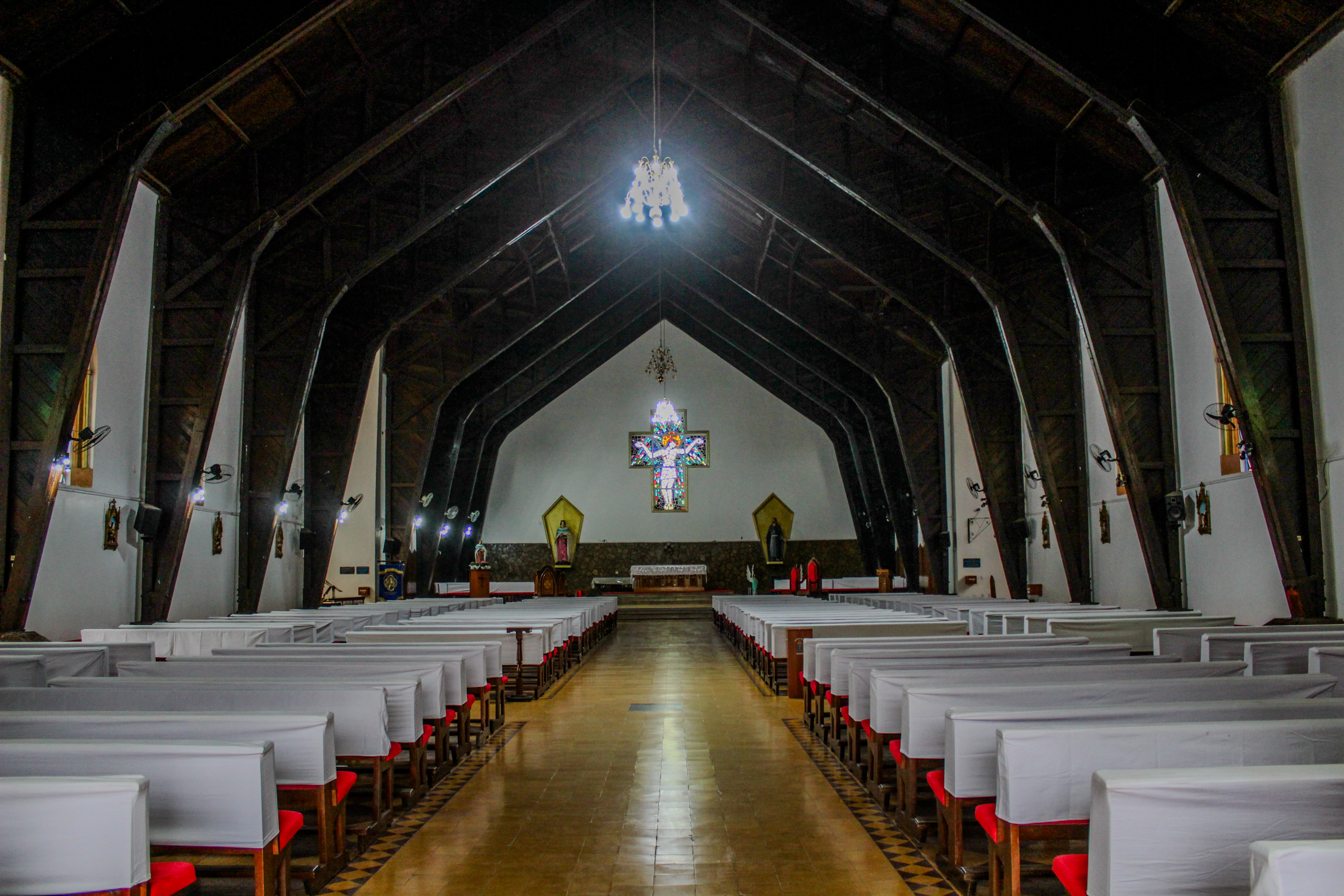

conclusão da catedral só ocorreu em 1965, devido ao empenho decisivo do Bispo D. Máximo Biennés, cuja dedicação foi fundamental para a finalização da obra.
A Catedral de São Luiz de Cáceres é projetada com influências da arquitetura da Catedral de Notre Dame em Paris, evidenciando um estilo que combina elementos góticos e neogóticos. Em 1949, a estrutura sofreu danos significativos, o que levantou questionamentos sobre a viabilidade de concluir o projeto. Entretanto, a persistência da comunidade local e o compromisso do Bispo D. Máximo Biennés foram decisivos para que a construção fosse finalmente completada.

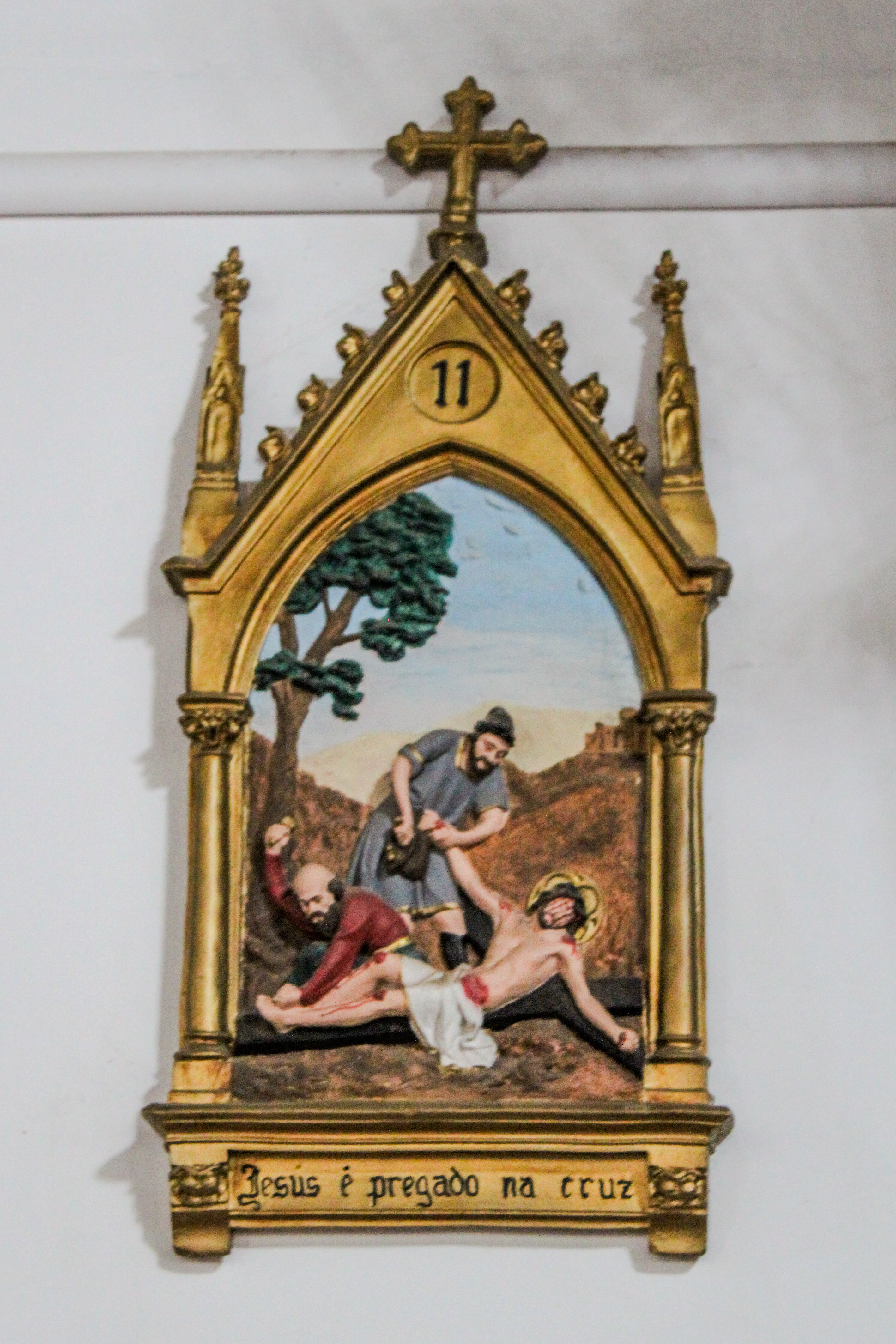

Em 2019, a catedral celebrou o centenário do início de sua construção. Atualmente, o edifício se encontra bem conservado, fruto dos cuidados constantes dos moradores de Cáceres. D. Máximo Biennés, que faleceu em agosto de 2007, está sepultado no interior da catedral, como tributo ao seu esforço e dedicação na conclusão da obra.